# Tornáda
Tornáda (z latinského tornare-točit, vířit, rotovat) v literatuře znamená nějaké opakování. V širším slova smyslu může jít o refrén.
Přesněji jde o závěrečnou strofu, která je obvyklá v původně provensálských básnických formách. Obsahuje pointu, pozdrav básníka posluchači či mecenášovi, doporučení, nebo resumé básně.